# NGC 1409
NGC 1409 ist eine Spiralgalaxie vom Hubble-Typ SAB im Sternbild Stier, die 345 Millionen Lichtjahre von der Milchstraße entfernt ist. Sie befindet sich in Wechselwirkung mit der Galaxie NGC 1410, von der sie rund 23.000 Lichtjahre entfernt ist. Es wird vermutet, dass die beiden Galaxien vor etwa 100 Millionen Jahren kollidierten und dass sie in ca. 200 Millionen Jahren verschmelzen werden.
Die Galaxie wurde am 6. Januar 1785 vom deutsch-britischen Astronomen Wilhelm Herschel entdeckt.